# Robert Wallace Farquhar
Robert Wallace Farquhar (ur. 4 lutego 1898 w Dulwich, zm. 30 października 1918) – brytyjski as myśliwski Royal Air Force z okresu  I wojnie światowej z 6 potwierdzonymi zwycięstwami powietrznymi. 
Robert Wallace Farquhar urodził się w Dulwich. W roku 1916 służył w Royal Flying Corps. Najpierw w No. 18 Squadron RAF wyposażonego w samoloty Royal Aircraft Factory F.E.2. W jednostce odniósł pierwsze zwycięstwo powietrzne 4 lutego 1917 roku w okolicach le Sars razem z obserwatorem G. N. Blennerhassetem.
Drugie 4 maja nad samolotem Albatros D.III w okolicach Cambrai, Farquhar odniósł już w nowej jednostce No. 23 Squadron RAF. W jednostce odniósł wszystkie pozostałe zwycięstwa. Ostatnie 7 lipca 1917 roku nad niemieckim samolotem Albatros D.V w okolicach Zillebeke. 
23 czerwca 1917 roku Robert Wallace Farquhar w czasie walki z JGI został zestrzelony w okolicach Ypres przez Manfreda von Richthofena. Rok później, 30 października 1918 roku zginął w walce z pilotami Jasta 2. Został pochowany na Auberchicourt British Cemetery we Francji.